# Liste der Naturdenkmale in Westhofen
Die Liste der Naturdenkmale in Westhofen nennt die im Gemeindegebiet von Westhofen ausgewiesenen Naturdenkmale (Stand 29. Februar 2024).

## Ehemalige Naturdenkmale
| Nr.         | Bezeichnung                  | Lage                                   | Beschreibung                              | Bild                                    |
| ----------- | ---------------------------- | -------------------------------------- | ----------------------------------------- | --------------------------------------- |
| ND-7331-408 | Silberpappel an der Neumühle | östlich des Ortes an der Neumühle Lage | Populus alba; Rechtsverordnung aufgehoben | Direkt Bild zu diesem Denkmal hochladen |